# (243) Ida
(243) Ida er en asteroide i Koronis-familien, der er en del af asteroidebæltet. Ida blev opdaget 29. september 1884 af den østrigske astronom Johann Palisa ved Wiens observatorium. Den er opkaldt efter en nymfe i græsk mytologi. Ida er en S-type asteroide, som også langt de fleste andre asteroider. Den 28. aug. 1993 fik Ida besøg af den ubemandede rumsonde Galileo mens den var på vej til Jupiter. Det var anden gang, at en asteroide blev nærstuderet af en rumsonde. Det viste sig, at Ida har en satellit/måne på 1/20 af dens egen størrelse, navngivet: Dactyl.